# Daniel Ford
Pour les articles homonymes, voir Ford (homonymie).
Daniel Ford (né en 1931) est un journaliste, romancier et historien américain.

## Biographie
Fils de Patrick et Anne Ford, il  fréquente les écoles publiques du New Hampshire et du Massachusetts. Diplômé en 1950 de la Brewster Academy (en) à Wolfeboro, il poursuit ses études à l'université du New Hampshire (A.B. science politique 1954), à l'université de Manchester (Fulbright Scholar, histoire européenne moderne 1954–55) et au King's College London (M.A. War Studies 2010).
Ford sert dans l'U.S. Army à Fort Bragg en Caroline du Nord et à Orléans en France. À la suite d'une stage au Overseas Weekly (en) à Francfort en Allemagne, il devient un écrivain à la pige à Durham dans le New Hampshire. Il reçoit en 1964 un prix du Stern Fund Magazine Writers pour ses dépêches du Viêt Nam du Sud publiées dans The Nation, une bourse Verville (1989–90) du National Air and Space Museum pour travailler avec les comptes-rendus japonais de la guerre aérienne en Asie du Sud-Est et un prix d'excellence de l'association des écrivains d'aviation et d'espace (1992) pour son histoire de l'escadrille des Tigres volants. Il est surtout connu pour ses recherches sur les Tigres Volants et pour le roman sur le Vietnam adapté pour le cinéma sous le titre Go Tell the Spartans avec Burt Lancaster.
Ford est chercheur résident à l'Université du New Hampshire. Il écrit pour le Wall Street Journal, le Michigan War Studies Review et le magazine Air&Space/Smithsonian; il gère le forum de Warbird, le forum du Piper Cub, le site Reading Proust et les blog hébergés sur le blog de Dan Ford.

## Ouvrages historiques
- Poland's Daughter: How I Met Basia, Hitchhiked to Italy, and Learned About Love, War, and Exile[5] (2013)  (ISBN 978-1494729899)
- A Vision So Noble: John Boyd, the OODA Loop, and America's War on Terror[6] (2010)  (ISBN 978-1-4515-8981-8)
- Flying Tigers: Claire Chennault and His American Volunteers, 1941-1942[7]  (2007)  (ISBN 978-0-06-124655-5)
- Editor: The Lady and the Tigers: Remembering the Flying Tigers of World War II[8] by Olga Greenlaw (2002)  (ISBN 978-0-595-22234-6)
- The Only War We've Got: Early Days in South Vietnam[9] (2001)  (ISBN 978-0-595-17551-2)
- Glen Edwards: The Diary of a Bomber Pilot[10] (1998)  (ISBN 978-1-56098-571-6)
- The Country Northward (1976)

## Romans
- Michael's War[11]. (2003)
- Remains: A Story of the Flying Tigers[12]. (2000)
- The High Country Illuminator[13]. (1971)
- Incident at Muc Wa[14] (1967; traduit en néerlandais; porté à l'écran sous le titre Go Tell the Spartans, 1976)
- Now Comes Theodora[15] (1965)